# Museo di Storia Naturale (Triest)
Civico Museo di Storia Naturale ist das städtische Naturkundemuseum von Triest. 

## Lage

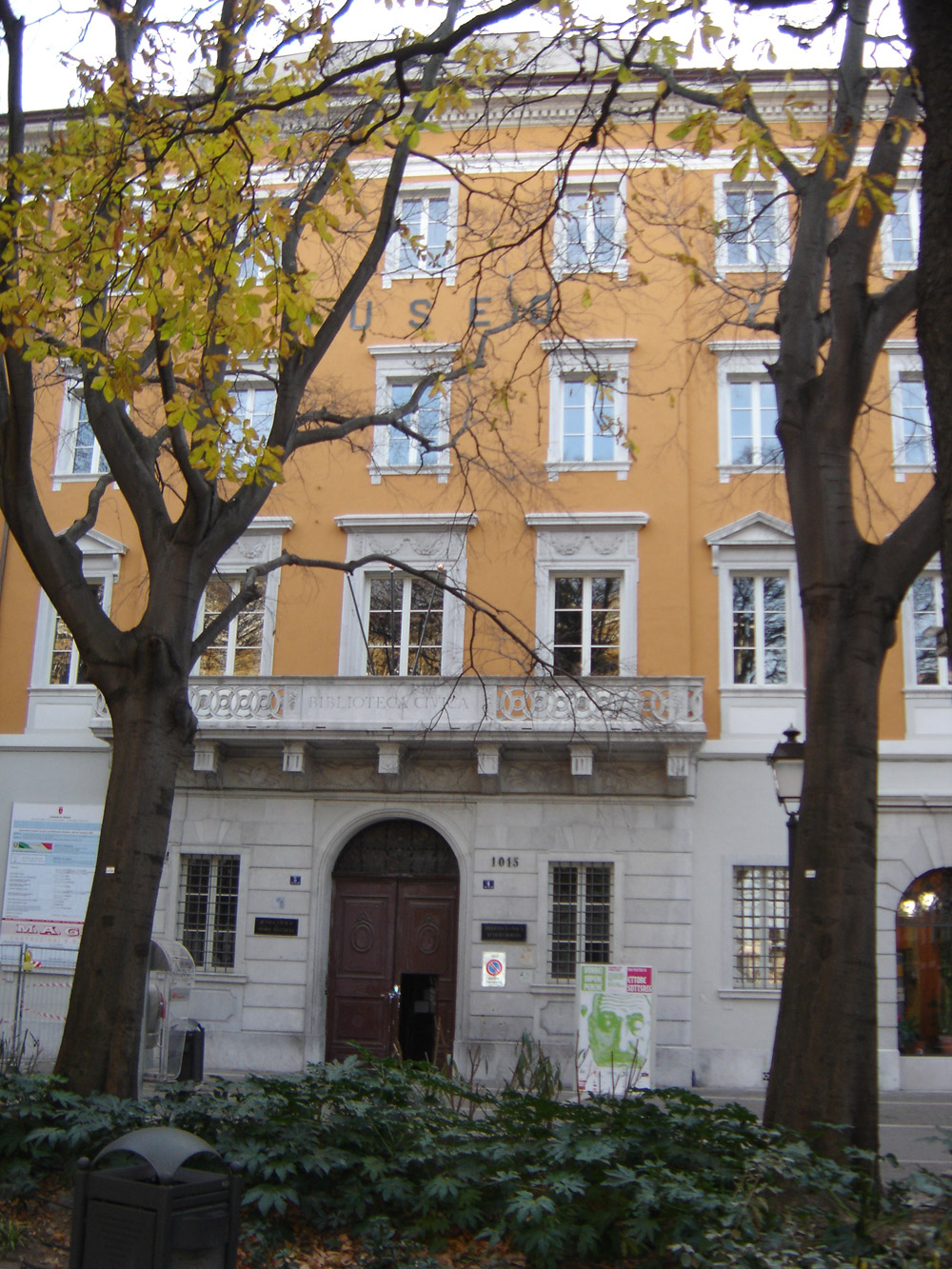
Palazzo Biserini: derzeitiger Sitz des Naturkundemuseums

Das Naturhistorische Museum befindet sich derzeit in Palazzo Biserini an der Piazza Attilio Hortis im Stadtviertel Borgo Giuseppino (Josephstadt). In dem Gebäude sind weitere öffentliche Einrichtungen wie die Stadtbibliothek Biblioteca Civica Attilio Hortis und das Museo Petrarchesco Piccolomineo untergebracht. Aufgrund der räumlich begrenzten Möglichkeiten ist geplant, das Museum in den kommenden Jahren voraussichtlich in Palazzo Carciotti am Canal Grande zu verlegen. 
Der Botanische Garten an der Via Marchesetti ist dem Museum angegliedert.

## Geschichte
1796 schloss sich in Triest eine Gruppe von Bürgern zur Società di Amici della Scienza Naturale (Gesellschaft für Freunde der Naturwissenschaften) zusammen, die 1846 das Gabinetto Zoologico-Zootomico (Kabinett der Tierkunde und Tieranatomie) gründete. Die Leitung der ursprünglich privaten Einrichtung übernahm der Schweizer Kaufmann Heinrich Koch (1815–1881). Der Sitz des Museums befand sich in der Contrada del Lazzaretto Vecchio (heute Via Lazzaretto Vecchio). 
Am 9. Februar 1852 wurde die Institution der Gemeinde Triest gestiftet und unter die Schirmherrschaft des Bürgermeisters von Triest, Mutius von Tommasini, gestellt. Aufgrund der stetig wachsenden Sammlungen und der begrenzten räumlichen Möglichkeiten wurde der Sitz des Museums 1856 in Palazzo Biserini an der Piazza Lipsia (heute Piazza Attilio Hortis) verlegt. Im Zuge des Umzugs wurde das Museum zu Ehren von Erzherzog Ferdinand Maximilian von Österreich in Civico Museo Ferdinando Massimiliano umbenannt. 
1903 wurde dem Naturkundemuseum der Botanische Garten von Triest angeschlossen.

## Ausstellung
Schwerpunkte der Sammlung des Museums bilden Exponate aus der Paläontologie, Geologie, Mineralogie, Zoologie und Botanik. 

### Paläontologie, Geologie und Mineralogie
In der Paläontologiesammlung werden Exemplare aus dem benachbarten Karst ausgestellt. Von Bedeutung sind insbesondere die Fossilienresten eines 75 Millionen Jahre alten Fleisch fressenden Dinosauriers aus dem nahe gelegenen Villaggio del Pescatore bei Duino-Aurisina und die Knochenreste von zahlreichen Höhlenbären (Ursus spelaeus) aus der letzten Eiszeit. Die Reptilienabteilung zeigt unter anderem das Carsosaurus Marchesetti, eine Meereseidechse aus der Kreidezeit. 1999 wurde ein Bereich der paläontologischen Sammlung der Evolution des Menschen gewidmet mit zahlreichen Skeletten von Java-Menschen. Darüber hinaus sind einige ägyptische Mumien und ein Sarkophag von etwa 1000 v. Chr. ausgestellt.

### Zoologie
Die zoologische Sammlung enthält eine bedeutende Entomologieabteilung mit über 500.000 Insekten, die überwiegend aus Friaul-Julisch Venetien stammen. Die Ichthyologieabteilung ist insbesondere den Meerestieren der nördlichen Adria gewidmet und umfasst einige Haifische, darunter einen 5 Meter langen weißen Hai. In der Sammlung der Knochenfische ist ein seltenes Exemplar der Quastenflosser (Coelacanthus) ausgestellt, das von der Westküste der Komoren-Inseln stammt. Des Weiteren umfasst die zoologische Sammlung Amphibien, Reptilien, Vögel und zahlreiche Säugetiere.

### Botanik
Die botanische Sammlung des Museums ist insbesondere der Karstflora gewidmet. Zur botanische Sammlung gehört auch der Botanische Garten von Triest an der Via Marchesetti, in dem charakteristische Pflanzen aus Julisch Venetien wachsen.

## Forschung und Bildung
Einige Räume des Museums sind für Forschungs- und Studienzwecke reserviert. Neben einigen Laboratorien verfügt das Museum über eine Bibliothek mit über 50.000 wissenschaftlichen Büchern und Zeitschriften.